# Diócesis de Darwin
La diócesis de Darwin (en latín: Dioecesis Darvinensis y en inglés: Roman Catholic Diocese of Darwin) es una circunscripción eclesiástica de la Iglesia católica en Australia. Se trata de una diócesis latina, sufragánea de la arquidiócesis de Adelaida. Desde el 27 de junio de 2018 su obispo es Charles Victor Emmanuel Gauci. 

## Territorio y organización

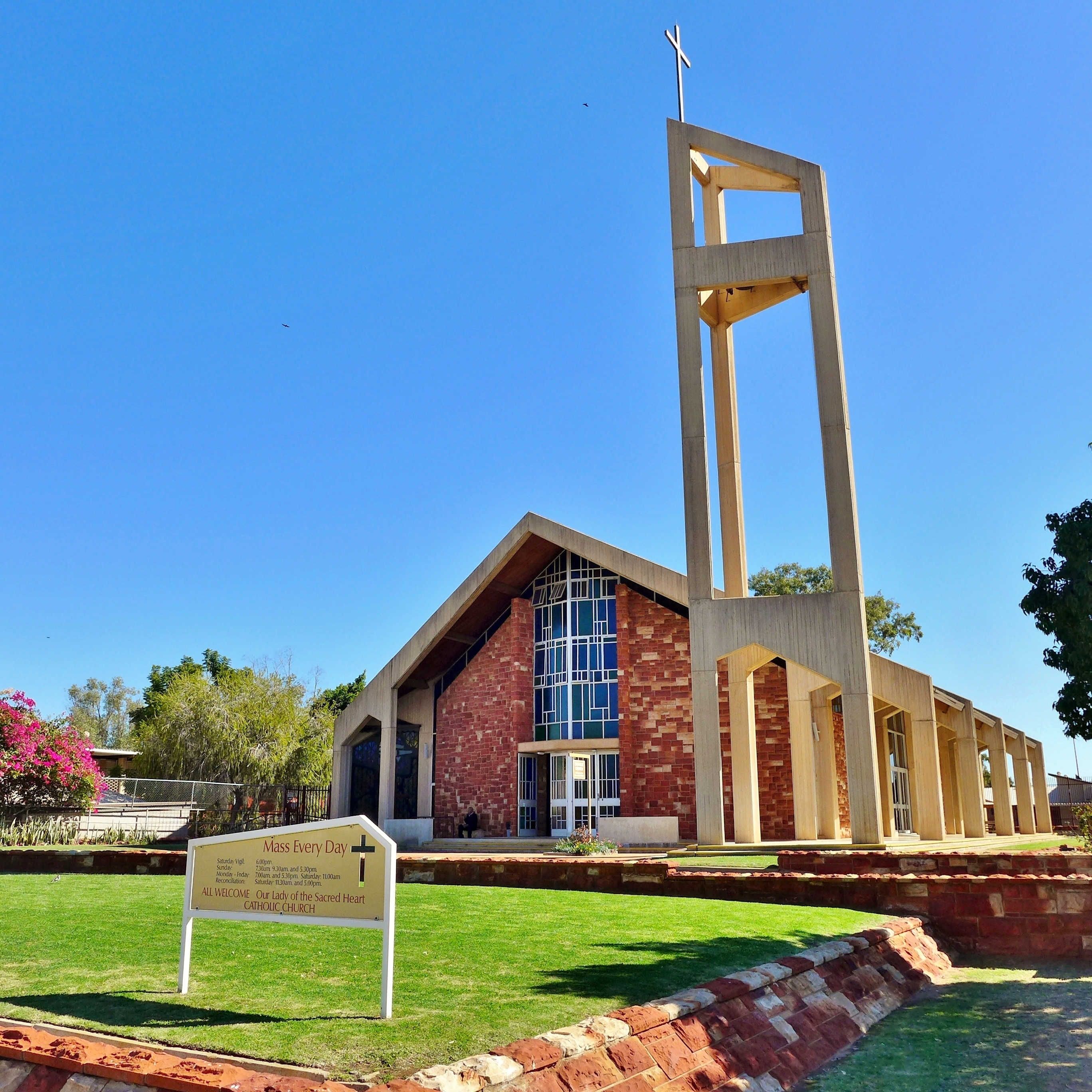
Parroquia Our Lady of the Sacred Heart, en Alice Springs

La diócesis tiene 1 346 200 km² y extiende su jurisdicción sobre los fieles católicos de rito latino residentes en el territorio del Norte, excepto el extremo sur.
La sede de la diócesis se encuentra en la ciudad de Darwin, en donde se halla la Catedral de Santa María.
En 2023 en la diócesis existían 16 parroquias.

## Historia
El vicariato apostólico de Essington, en la península de Cobourg, fue erigido el 6 de mayo de 1845 mediante el breve Universo dominico del papa Gregorio XVI, obteniendo el territorio de la arquidiócesis de Sídney. La misión en estas tierras del norte fue fundada por el misionero italiano Angelo Confalonieri, el primer sacerdote católico en llegar al norte de Australia tras el naufragio del barco que lo transportaba y la muerte de sus compañeros laicos irlandeses.
El vicariato apostólico fue entregado en administración a los obispos de Perth, hasta que, dos años después, el 27 de mayo de 1847 fue elevado a diócesis con el nombre de diócesis de Victoria, mediante el breve Apostolici muneris del papa Pío IX. Originalmente fue sufragánea de la arquidiócesis de Sídney.
La nueva diócesis fue confiada a los benedictinos españoles. Sin embargo, los dos primeros obispos, José María Benito Serra y Juliá y Rosendo Salvado, fundador de la abadía de Nueva Nursia, nunca tomaron posesión de la diócesis. Tras la renuncia de Salvado, la diócesis permaneció vacante durante 50 años.
Hacia 1880 los jesuitas de la provincia de Austria habían sido encargados de establecer una misión con el propósito de evangelizar a los aborígenes; unos dieciséis miembros de la orden se dedicaron a esta misión y se establecieron estaciones misioneras en Rapid Creek, siete millas al noreste de Palmerston, Daly River y Serpentine Lagoon. En 1891 había unos 260 católicos en la misión. Sin embargo, la obra no prosperó y al cabo de unos veinte años los jesuitas se retiraron. Tras su retiro, la diócesis fue administrada por el obispo William Kelly de Geraldton.
El 10 de mayo de 1887 pasó a formar parte de la provincia eclesiástica de la arquidiócesis de Adelaida.
El 10 de agosto de 1888 tomó el nombre de diócesis de Victoria-Palmerston.
A principios del siglo XX la diócesis fue confiada a los Misioneros del Sagrado Corazón, y en 1906 el padre Francis-Xavier Gsell fue nombrado administrador de la diócesis, con el título de prefecto apostólico.
En 1911 el Padre Gsell viajó a la isla de Bathurst para establecer una misión entre el pueblo tiwi.
El 29 de marzo de 1938, mediante la bula Quo commodius, incorporó las islas del estrecho de Torres (Thursday, Mammona, Prince of Wales, Horn, Mulgrave, Banks, Long, Stephen, Darnley, Murray, Baibai, Boigu, Deliverance y las islas y rocas circundantes) pertenecientes al estado de Queensland, que eran parte del vicariato apostólico de Papúa (hoy arquidiócesis de Puerto Moresby), y al mismo tiempo tomó el nombre de diócesis de Darwin. Su límite sur se estableció en el paralelo de 25º sur.
El 14 de febrero de 1967 mediante el decreto Cum ad disciplinae de la Congregación de Propaganda Fide transfirió las islas del estrecho de Torres a la diócesis de Cairns.

## Estadísticas
Según el Anuario Pontificio 2024 la diócesis tenía a fines de 2023 un total de 50 350 fieles bautizados.
| Año                                                                             | Población            | Población | Población      | Sacerdotes | Sacerdotes    | Sacerdotes    | Bautizados por sacerdote | Diáconos permanentes | Religiosos | Religiosos | Parroquias |
| Año                                                                             | Bautizados católicos | Total     | % de católicos | Total      | Clero secular | Clero regular | Bautizados por sacerdote | Diáconos permanentes | Varones    | Mujeres    | Parroquias |
| ------------------------------------------------------------------------------- | -------------------- | --------- | -------------- | ---------- | ------------- | ------------- | ------------------------ | -------------------- | ---------- | ---------- | ---------- |
| 1950                                                                            | 3000                 | 21 000    | 14.3           | 14         |               | 14            | 214                      |                      | 22         | 41         | 4          |
| 1966                                                                            | 10 500               | 50 000    | 21.0           | 24         |               | 24            | 437                      |                      | 37         | 54         | 11         |
| 1970                                                                            | 15 268               | 68 042    | 22.4           | 23         |               | 23            | 663                      |                      | 36         | 47         | 5          |
| 1980                                                                            | 19 689               | 98 800    | 19.9           | 22         | 3             | 19            | 894                      | 1                    | 39         | 77         | 7          |
| 1990                                                                            | 32 156               | 156 100   | 20.6           | 29         | 4             | 25            | 1108                     | 1                    | 59         | 101        | 10         |
| 1999                                                                            | 42 551               | 189 991   | 22.4           | 28         | 4             | 24            | 1519                     | 4                    | 52         | 81         | 11         |
| 2000                                                                            | 42 551               | 189 991   | 22.4           | 24         | 3             | 21            | 1772                     | 4                    | 53         | 74         | 12         |
| 2001                                                                            | 42 551               | 195 463   | 21.8           | 23         | 3             | 20            | 1850                     | 3                    | 50         | 65         | 11         |
| 2002                                                                            | 42 551               | 195 463   | 21.8           | 23         | 3             | 20            | 1850                     | 3                    | 50         | 65         | 11         |
| 2003                                                                            | 45 059               | 197 700   | 22.8           | 25         | 3             | 22            | 1802                     | 3                    | 46         | 67         | 11         |
| 2004                                                                            | 44 231               | 198 600   | 22.3           | 30         | 7             | 23            | 1474                     | 3                    | 49         | 69         | 11         |
| 2005                                                                            | 44 231               | 200 100   | 22.1           | 28         | 7             | 21            | 1579                     | 3                    | 47         | 55         | 11         |
| 2006                                                                            | 45 072               | 202 793   | 22.3           | 28         | 7             | 21            | 1610                     | 3                    | 40         | 57         | 11         |
| 2007                                                                            | 45 600               | 207 000   | 22.0           | 25         | 7             | 18            | 1824                     | 3                    | 37         | 61         | 11         |
| 2009                                                                            | 45 600               | 205 900   | 22.1           | 25         | 7             | 18            | 1824                     | 6                    | 37         | 52         | 11         |
| 2013                                                                            | 47 400               | 212 800   | 22.3           | 27         | 7             | 20            | 1755                     | 6                    | 37         | 43         | 11         |
| 2016                                                                            | 46 911               | 234 555   | 20.0           | 26         | 3             | 23            | 1804                     | 3                    | 37         | 46         | 15         |
| 2019                                                                            | 53 090               | 245 786   | 21.6           | 23         | 6             | 17            | 2308                     | 2                    | 30         | 26         | 15         |
| 2021                                                                            | 53 832               | 249 220   | 21.6           | 21         | 3             | 18            | 2563                     | 1                    | 32         | 39         | 15         |
| 2023                                                                            | 50 350               | 233 000   | 21.6           | 27         | 5             | 22            | 1864                     | 1                    | 32         | 40         | 16         |
| Fuente: Catholic-Hierarchy, que a su vez toma los datos del Anuario Pontificio. |                      |           |                |            |               |               |                          |                      |            |            |            |

## Episcopologio
- Sede administrada por los obispos de la Perth (1845-1847)

- José María Benito Serra y Juliá, O.S.B. † (9 de julio de 1847-7 de agosto de 1849 nombrado obispo coadjutor de Perth[nota 3])
- Rosendo Salvado, O.S.B. † (9 de agosto de 1849-1 de agosto de 1888 renunció[nota 4])
  - Sede vacante (1888-1938)
- Francis-Xavier Gsell, M.S.C. † (29 de marzo de 1938-10 de noviembre de 1948 renunció[nota 5])
- John Patrick O'Loughlin, M.S.C. † (13 de enero de 1949-14 de noviembre de 1985 falleció)
- Edmund John Patrick Collins, M.S.C. † (28 de abril de 1986-3 de julio de 2007 retirado)
- Daniel Eugene Hurley (3 de julio de 2007-27 de junio de 2018 retirado)
- Charles Victor Emmanuel Gauci, desde el 27 de junio de 2018